# El Cajoncito
El Cajoncito är en ort i Mexiko.   Den ligger i kommunen Guadalupe y Calvo och delstaten Chihuahua, i den nordvästra delen av landet, 1 100 km nordväst om huvudstaden Mexico City. El Cajoncito ligger 1 292 meter över havet och antalet invånare är 104.
Terrängen runt El Cajoncito är kuperad västerut, men österut är den bergig. Runt El Cajoncito är det mycket glesbefolkat, med 6 invånare per kvadratkilometer. Närmaste större samhälle är San Simón, 13,0 km sydost om El Cajoncito. I omgivningarna runt El Cajoncito växer huvudsakligen savannskog.